# زاد المسير في علم التفسير
 زاد المسير في علم التفسير هو كتاب من كتب التفسير، ألفه الحافظ ابن الجوزي (510 هـ - 592 هـ)، يعتبر الكتاب كتاباً متوسطاً في التفسير يجمع فيه المؤلف أقوال المفسرين من المتقدمين وغيرهم، وأحيانا لايذكر صاحب القول وإنما يقول وفي قوله تعالى (ثم يذكر الآية) قولان أو ثلاثة ثم يسردها، وأحيانا يرجح وأحيانا لايرجح، ويتعرض كذلك للقراءات، ويتعرض كذلك للمسائل الفقهية واللغوية.

## أهمية الكتاب
يُعد الكتاب أحد أهم الكتب التي صنفها ابن الجوزي، ويُعد أيضًا واحد من أهم كتب التفسير للقرآن الكريم، فقد عمد ابن الجوزي حين عقد النية على تأليفه إلى كتب الذين سبقوه في التفسير فقرأها وأشبعها دراسة، وإلى العلوم المساعدة للمفسر ليلم بموضوعة تمام للإلمام ورأى من خلا هذه الدراسة لمؤلفات السلف أن المفسرين قبله قد وقعوا في كثير التطيول تارة، والتقصير طورا فاستفاد من الثغرات التي كانت في تفاسيرهم وألف تفسيره هذا مخلصا إياه في التطويل الممل ومن الاختصار المخل وقال في خطبة الكتاب: «فأتيتك بهذا المختصر اليسير، منطويا على العلم الغزير، ووسمته بزاد المسير في علم التفسير وزاد المسير ببالغ عناية المؤلف في إخراجه».
يُعتبر الكتاب كتابًا مهمًا من بين كتب التفسير بالمأثور، التي جمعت أقوال السلف وأئمة التفسير، وقد اختصر ابن الجوزى كتاب زاد المسير من كتابه المغنى في التفسير، وزاد بأن اختصر أيضا زاد المسير فجعله في كتاب بعنوان تذكرة الأريب في تفسير الغريب، فزاد المسير إذن وسط بين ثلاثة كتب في التفسير للمؤلف، وقد انتقى ابن الجوزي الكتاب من أنقى التفاسير، فأخذ منها الأصح والأحسن والأصون، فنظمه في عبارة الاختصار، معتمدا على قواعد المنهج الأثرى النظرى في التفسير.

## التأليف والتحقيق
قال الدكتور محمد بن عبد الرحمن عبد الله في مقدمة تحقيقه للكتاب: «زاد المسير في علم التفسير أحد أهم الكتب التي صنفها ابن الجوزي وقد نيفت على الثلاثمائة مصنف، بل هو من أهم كتب التفسير للقرآن الكريم، فقد عمد ابن الجوزي حين عقد النية على تأليفه إلى كتب الذين سبقوه في التفسير فقرأها وأشبعها دراسة، وإلى العلوم المساعدة للمفسر ليلم بموضوعة تمام للالمام ورأى من خلا هذه الدراسة لمؤلفات السلف أن المفسرين قبله قد وقعوا في كثير التطيول تارة، والتقصير طورا فاستفاد من الثغرات التي كانت في تفاسيرهم وألف تفسيره هذا مخلصا إياه في التطويل الممل ومن الاختصار المخل وقال في خطبة الكتاب : فأتيتك بهذا المختصر اليسير، منطويا على العلم الغزير، ووسمته بزاد المسير في علم التفسير  وزاد المسير ببالغ عناية المؤلف في إخراجه له خصائص يمتاز بها : منها : أنه جاء بالألفاظ على قد المعاني، بل حمل الألفاظ في بعض الأحيان أكبر طاقة لها بمن المعاني».
ويقول ابن الجوزى مبينا سبب التأليف: «لما رأيت جمهور كتب المفسرين لا يكاد الكتاب منها يفى بالمقصود كشفه حتى ينظر للآية الواحدة في كتب ؛ فرب تفسير أُخِلَّ فيه بعلم الناسخ والمنسوخ أو ببعضه، فإن وجد فيه لم يوجد أسباب النزول أو أكثرها، فإن وجد لم يوجد بيان المكى من المدني، وإن وجد ذلك لم توجد الإشارة إلى حكم الآية ، فإن وجد لم يوجد جواب إشكال يقع في الآية، إلى غير ذلك من الفنون المطلوبة».

## وصلات خارجية
- تحميل زاد المسير في علم التفسير المكتبة الشاملة
- تحميل زاد المسير في علم التفسير المكتبة الوقفية